# Правдухин, Валериан Павлович
Валериан Павлович Правдухин (21 января [2 февраля] 1892, станица Таналыкская, Оренбургская губерния — 28 августа 1938) — русский писатель, драматург и литературный критик, участник литературной группы «Перевал».

## Биография
Родился в семье псаломщика Павла Ивановича Правдухина и крестьянки Анны Нестеровны. Семья была многодетная — пять сыновей и дочь. В 1899 году отец был рукоположён священником в церковь посёлка Калёновский Лбищенского уезда Уральской области, где будущий писатель прожил четыре года. Позже он писал:

Этот отрезок моей жизни и до сих пор кажется самым большим, самым значительным. Воспоминания о Калёном наполняют меня до краёв и теперь. Они, как живая вода подпочвенного родника, постоянно выплёскивают на поверхность.
Детские воспоминания о годах, проведённых Правдухиным в Калёном, легли в основу второй и третий частей романа "Яик уходит в море".
Учился в духовной семинарии (исключён за участие в первомайском митинге), окончил Оренбургскую гимназию. Получив диплом народного учителя, в 1911—1913 годах преподавал в посёлке Акбулак. Поехал в Москву, где слушал лекции на историко-филологическом факультете народного университета Шанявского (1914—1917). Участвовал в эсеровском движении (1912—1918).
В 1919—1920 жил вместе с женой в Челябинске, где заведовал губернским политпросветом. Написал там своё первое произведение — пьесу «Новый учитель». С 1921 года — в Новосибирске, стал одним из основателей и редактором журнала «Сибирские огни», опубликовал там ряд литературно-критических статей.
В 1923 году переехал в Москву, был заведующим отделом литературной критики журнала «Красная нива». Сотрудничал в журнале «Красная новь». Подвергался резкой критике со стороны РАПП за близость к позициям Воронского.
С 1931 года вместе с женой жил в «Доме писательского кооператива» в проезде Художественного театра(Камергерский переулок) дом № 2.
В 1937 году выступал в защиту Михаила Булгакова.

## Арест и казнь
Арестован 16 (17) августа 1937 года на даче в Переделкино. Сосед по даче драматург А. Н. Афиногенов, недавно исключенный из ВКП(б) и Союза писателей и каждую ночь ждавший, что придут за ним самим, записал, как это было:
 Ночью проснулся от голосов:
— Да, у него даже пары белья с собой нет.
— Неважно...
Узнал Сейфуллину и Правдухина. Выглянул в окно. Видны были силуэты людей, огонек папиросы. Понял. Приехали за Правдухиным, и он уже уходил. Потом Сейфуллина бегала назад, в дом, стучалась, вынесла ему денег, пошла провожать.
Опять его голос:
— Ну, прощай.
— Нет, не прощай, а до свиданья. И даже не до свиданья, завтра я приеду в Москву и все выясню. Я тебе верю.
Потом урчание заводимой машины, яркий свет фонарей, машина разворачивалась долго по узкой травянистой дороге. Потом рывок, хлопнула дверца машины. Уехали.

Обвинён в участии в контрреволюционной террористической организации. Несмотря на жестокие пытки в тюрьме, на протяжении более полугода не давал никаких признаний и не подписывал протоколов допросов. Потом капитулировал и стал оговаривать себя. Имя Правдухина было включено в сталинский расстрельный список, датированный 20 августа 1938 года (№ 215 в списке из 313 человек, под грифом «Москва - Центр»). 28 августа 1938 года приговор формально утверждён Военной коллегией Верховного суда СССР. Приговорён к смертной казни и в тот же день расстрелян на полигоне «Коммунарка». Реабилитирован посмертно 4 августа 1956 года.

### Семья
Жена — Лидия Николаевна Сейфуллина (1889—1954), писательница.
 Сейфуллина, по всем свидетельствам (а в их доме перебывали почти все заметные литераторы Москвы, Ленинграда и Сибири), мужа страстно любила, ревновала, привлекала к сочинительству (под её влиянием он и начал писать — сначала переделывал её повести в пьесы, потом начал писать собственную прозу, путевые и охотничьи очерки, потом повести, потом роман «Яик впадает в море»). Вообще они были почти идеальной парой. 

## Творчество
Писал о творчестве И. Эренбурга, Б. Пильняка, А. Малышкина. С 1926 года публиковал лишь охотничьи истории и рассказы о путешествиях. В 1936 году вышел исторический роман об уральских казаках «Яик уходит в море», который демонстрирует «умение ярко описать народный быт и характер в традициях раннего творчества Н. Гоголя».
В методологических взглядах был эклектиком, разделял ликвидаторскую теорию Троцкого, отрицал возможность пролетарской литературы и ориентировался на так называемую попутническую литературу, отстаивая «эстетически свободное» восприятие произведений.

### Избранные сочинения
Источник — Электронные каталоги РНБ Архивная копия от 3 марта 2016 на Wayback Machine
- Новый учитель (пьеса). — 1920.
  - Новый учитель (Трудовая артель) : пьеса в 3-х действиях из жизни одной школы. — 2-е изд. — Омск: Гос. изд., 1922. — 34 с.
- Виссарион Белинский — основоположник социальной эстетики : К семидесятипятилетию со дня смерти (1848—1923). — Новониколаевск: Сиб. огни, 1923. — 24 с.
- Творец. Общество. Искусство : Статьи о современной литературе 1921—1923 гг. — Новониколаевск: Сиб. огни, 1923. — 144 с., 2000 экз.
- Литературная современность 1920—1924. — М.: Гос. изд-во, 1924. — 295 с. — 3000 экз.
- Охотничий рог : Сб. худож. прозы. — М., 1925.
- Виринея (пьеса). — 1925. (в соавторстве с Л. Сейфуллиной).
  - Виринея : Сцены нар. жизни в пяти д. и десяти карт. — М.: Искусство, 1959. — 118 с. — 2200 экз.
- Фазаны : Охотничьи рассказы. — М.: Огонёк, 1926. — 60 с.
- Заколдованный ток : Охотничьи рассказы. — М.: Огонёк, 1928. — 44 с. — 31000 экз.
- По излучинам Урала. — Л.: Красная газета, 1929. — 151 с. — 10000 экз.
- Годы, тропы, ружьё. — М.; Л.: Земля и фабрика, 1930. — 418 с. (обл. Н. Седельникова)
  - 2-е изд. — М.: Моск. т-во писателей, Б. г. — 411 с. — 5000 экз.
  - М.: Сов. писатель, 1968. — 334 с. — 100000 экз.
  - М.: Вече, 2005. — 384 с.
- Черный яр : пьеса в 4-х д. и 10-ти к. — М.; Л.: Гос изд-во худож. лит., 1931. (в соавторстве с Л. Сейфуллиной)
- Чёрный Яр : Опера в 4 д. / Муз. А. Пащенко; либретто Л. Сейфуллиной и В. Правдухина. — М.: Огиз, 1931. — 16 с. — 5000 экз.
- Охотничья юность. — М.: Мол. гвардия, 1933. — 232 с. — 10000 экз.
- В степи и горной тайге : Рассказы для детей. — 1933.
- Яик уходит в море // Красная новь. — 1936. — № 2-4.
  - . — М.: Гослитиздат, 1937. — 510 с. — 10000 экз.
  - . — Челябинск: Юж.-Урал. кн. изд-во, 1968. — 612 с. — 100000 экз.
  - . — Челябинск: Юж.-Урал. кн. изд-во, 1978. — 478 с. — 50000 экз.
  - . — СПб., Лениздат, 2011. — 480 с.

## Адреса в Москве
- проезд Художественного театра, д. 2, кв. 31.

## Память
В Акбулаке именем В. П. Правдухина названа центральная районная библиотека На здании, где располагалась школа, в которой он преподавал, установлена мемориальная доска.
Именем В. Правдухина названы улицы в Челябинске и Уральске.
В Народном музее «Старый Уральскъ» В.П. Правдухину посвящена отдельная экспозиция, где представлены  уникальные экспонаты, принадлежавшие писателю.
Учреждена ежегодная российско-казахстанская экспедиция по правдухинским местам по бассейну реки Урал. На территории Ириклинского водохранилища Новоорского района Оренбургской области в честь писателя назван остров (наиболее высокое место ранее затопленной станицы Таналыкская).